# Bangladeschische Cricket-Nationalmannschaft in Südafrika in der Saison 2002/03
Die Tour der bangladeschischen Cricket-Nationalmannschaft nach Südafrika in der Saison 2002/03 fand vom 27. September bis zum 25. Oktober 2002 statt. Die internationale Cricket-Tour war Teil der internationalen Cricket-Saison 2002/03 und umfasste zwei Test Matches und drei ODIs. Südafrika gewann die Testserie 2-0 und die ODI-Serie 3-0. 

## Stadien
Für die Tour wurden folgende Stadien als Austragungsorte vorgesehen. Die beiden Stadien, die für die Tests ausgewählt wurden, waren erstmals Austragungsort für einen Test.
| Stadion               | Stadt         | Kapazität | Spiele          |
| --------------------- | ------------- | --------- | --------------- |
| Willowmoore Park      | Benoni        | 20.000    | 2. ODI          |
| Buffalo Park          | East London   | 20.000    | 1. Test         |
| De Beers Diamond Oval | Kimberley     | 11.000    | 3. ODI          |
| Senwes Park           | Potchefstroom | 18.000    | 1. ODI; 2. Test |

## Kader
Südafrika benannte seinen ODI-Kader am 26. September und seinen Test-Kader am 14. Oktober 2002.
| Test | Test | ODI | ODI |
| Südafrika | Bangladesch | Südafrika | Bangladesch |
| --- | --- | --- | --- |
| - Mark Boucher (K & wk) - Herschelle Gibbs - Nantie Hayward - Claude Henderson - Jacques Kallis - Gary Kirsten - Makhaya Ntini - Shaun Pollock - Ashwell Prince - Graeme Smith - David Terbrugge - Martin van Jaarsveld | - Khaled Mashud (K & wk) - Tapash Baisya - Habibul Bashar - Sanwar Hossain - Tushar Imran - Manjural Islam - Rafiqul Islam - Talha Jubair - Alok Kapali - Javed Omar - Mohammad Rafique - Hannan Sarkar | - Shaun Pollock (K) - Dale Benkenstein - Mark Boucher - Boeta Dippenaar - Allan Donald - Steve Elworthy - Herschelle Gibbs - Jacques Kallis - Lance Klusener - Makhaya Ntini - Justin Ontong - Robin Peterson - Shaun Pollock - Ashwell Prince - Jonty Rhodes - Graeme Smith - Errol Stewart (wk) - Martin van Jaarsveld | - Khaled Mashud (K & wk) - Tapash Baisya - Habibul Bashar - Anwar Hossain - Sanwar Hossain - Tushar Imran - Manjural Islam - Rafiqul Islam - Talha Jubair - Alok Kapali - Khaled Mahmud - Javed Omar - Mohammad Al Sahariar - Hannan Sarkar |

## Tour Matches
| 27. September Scorecard | Randjesfontein | Nicky Oppenheimer XI 195 (48.4)    | – | Bangladeshis 196-4 (46) |
|                         |                | Bangladeshis gewinnt mit 6 Wickets |   |                         |

| 29. September Scorecard | Nelspruit | South African Country Districts 227-8 (50)    | – | Bangladeshis 177-5 (37.2) |
|                         |           | Bangladeshis gewinnt mit 22 Runs (D/L method) |   |                           |

| 1. Oktober Scorecard | Soweto | Südafrika A 279-5 (50)          | – | Bangladeshis 207-8 (50) |
|                      |        | Südafrika A gewinnt mit 72 Runs |   |                         |

| 12.–15. Oktober Scorecard | Bedford | Bangladeshis 260 (78.3) & 164 (65.3) | – | South African Country Districts 174 (53.5) & 150 (59.2) |
|                           |         | Bangladeshis gewinnt mit 100 Runs    |   |                                                         |

## One-Day Internationals

### Erstes ODI in Potchefstroom
| 3. Oktober Scorecard | Potchefstroom | Südafrika 301-8 (50)           | – | Bangladesch 133 (41.5) |
|                      |               | Südafrika gewinnt mit 168 Runs |   |                        |

### Zweites ODI in Benoni
| 6. Oktober Scorecard | Benoni | Bangladesch 154-9 (50)           | – | Südafrika 155-0 (20.2) |
|                      |        | Südafrika gewinnt mit 10 Wickets |   |                        |

### Drittes ODI in Kimberley
| 9. Oktober Scorecard | Kimberley | Bangladesch 151 (43.1)          | – | Südafrika 152-3 (25.4) |
|                      |           | Südafrika gewinnt mit 7 Wickets |   |                        |

## Test Matches

### Erster Test in East London
| 18.–21. Oktober Scorecard | East London | Südafrika 529-4d (129)                           | – | Bangladesch 170 (58.4) & 252 (87.5) (f/o) |
|                           |             | Südafrika gewinnt mit einem Innings und 107 Runs |   |                                           |

### Zweiter Test in Potchefstroom
| 25.–27. Oktober Scorecard | Potchefstroom | Bangladesch 215 (69.5) & 107 (30.3)              | – | Südafrika 482-5d (121) |
|                           |               | Südafrika gewinnt mit einem Innings und 160 Runs |   |                        |

## Statistiken
Die folgenden Cricketstatistiken wurden bei dieser Tour erzielt.
| Tests                | Tests       | Tests   | Tests   | Tests   | Tests   | Tests   | Tests   | Tests   |
| Batting              | Batting     | Batting | Batting | Batting | Batting | Batting | Batting | Batting |
| Spieler              | Mannschaft  | Spiele  | Innings | Runs    | Average | HS      | 100s    | 50s     |
| -------------------- | ----------- | ------- | ------- | ------- | ------- | ------- | ------- | ------- |
| Gary Kirsten         | Südafrika   | 2       | 2       | 310     | 155,00  | 160     | 2       | 0       |
| Graeme Smith         | Südafrika   | 2       | 2       | 224     | 112,00  | 200     | 1       | 0       |
| Jacques Kallis       | Südafrika   | 2       | 2       | 214     |         | 139*    | 1       | 1       |
| Herschelle Gibbs     | Südafrika   | 2       | 2       | 155     | 77,50   | 114     | 1       | 0       |
| Mohammad Al Sahariar | Bangladesch | 2       | 4       | 146     | 36,50   | 71      | 0       | 1       |
| Bowling              |             |         |         |         |         |         |         |         |
| Spieler              | Mannschaft  | Spiele  | Overs   | Wickets | Average | BBI     | 5W      | 10W     |
| Makhaya Ntini        | Südafrika   | 2       | 66.5    | 12      | 15,00   | 5/19    | 1       | 0       |
| Nantie Hayward       | Südafrika   | 2       | 53      | 8       | 24,37   | 2/16    | 0       | 0       |
| David Terbrugge      | Südafrika   | 1       | 26.4    | 7       | 12,71   | 5/46    | 1       | 0       |
| Jacques Kallis       | Südafrika   | 2       | 35.3    | 7       | 13,57   | 5/21    | 1       | 0       |
| Talha Jubair         | Bangladesch | 2       | 52      | 4       | 54,25   | 2/108   | 0       | 0       |

| ODIs             | ODIs        | ODIs    | ODIs    | ODIs    | ODIs    | ODIs    | ODIs    | ODIs    |
| Batting          | Batting     | Batting | Batting | Batting | Batting | Batting | Batting | Batting |
| Spieler          | Mannschaft  | Spiele  | Innings | Runs    | Average | HS      | 100s    | 50s     |
| ---------------- | ----------- | ------- | ------- | ------- | ------- | ------- | ------- | ------- |
| Herschelle Gibbs | Südafrika   | 3       | 3       | 265     | 132,50  | 153     | 1       | 1       |
| Graeme Smith     | Südafrika   | 3       | 3       | 97      | 48,50   | 48*     | 0       | 0       |
| Khaled Mashud    | Bangladesch | 3       | 3       | 72      | 36,00   | 34*     | 0       | 0       |
| Tapash Baisya    | Bangladesch | 3       | 3       | 60      | 30,00   | 35*     | 0       | 0       |
| Khaled Mahmud    | Bangladesch | 3       | 3       | 59      | 19,66   | 24      | 0       | 0       |
| Bowling          |             |         |         |         |         |         |         |         |
| Spieler          | Mannschaft  | Spiele  | Overs   | Wickets | Average | BBI     | 5W      | 10W     |
| Makhaya Ntini    | Südafrika   | 3       | 28      | 7       | 10,14   | 3/18    | 0       | 0       |
| Talha Jubair     | Bangladesch | 3       | 19      | 6       | 23,16   | 4/65    | 0       | 0       |
| Shaun Pollock    | Südafrika   | 3       | 24      | 5       | 9,20    | 4/24    | 0       | 0       |
| Jacques Kallis   | Südafrika   | 1       | 8.5     | 4       | 8,25    | 4/33    | 0       | 0       |
| Tapash Baisya    | Bangladesch | 3       | 22      | 4       | 30,00   | 3/50    | 0       | 0       |

## Player of the Series
Als Player of the Series wurden die folgenden Spieler ausgezeichnet.
| Serie | Player of the Series |
| ----- | -------------------- |
| Test  | Jacques Kallis       |
| ODI   | Herschelle Gibbs     |

### Player of the Match
Als Player of the Match wurden die folgenden Spieler ausgezeichnet.
| Spiel   | Player of the Match |
| ------- | ------------------- |
| 1. ODI  | Herschelle Gibbs    |
| 2. ODI  | Herschelle Gibbs    |
| 3. ODI  | Shaun Pollock       |
| 1. Test | Graeme Smith        |
| 2. Test | Jacques Kallis      |